# Mathilde Paris
Pour les articles homonymes, voir Paris.
Mathilde Paris, née le 14 janvier 1985 à Épinay-sur-Seine (Seine-Saint-Denis), est une femme politique française.
Membre du Rassemblement national, elle est députée de 2022 à 2024 dans la 3e circonscription du Loiret à la suite des élections législatives de 2022, . Elle perd son siège au second-tour des élections législatives de 2024 face à Constance de Pélichy. Elle siégeait au sein du groupe RN et était membre de la commission des Finances de l'Assemblée nationale.
Elle est aussi conseillère régionale du Centre-Val de Loire depuis 2015, élue dans le Loir-et-Cher en 2015, puis réélue dans le Loiret en 2021. Elle a été conseillère municipale de Blois et conseillère communautaire de Blois Agglopolys en 2014, réélue en 2020 avant de démissionner en avril 2021.

## Biographie

### Origines et carrière
Fille d'institutrice, Mathilde Paris a « grandi dans une famille de gauche ». À l'âge de 19 ans, elle se convertit à la religion catholique après sa guérison de l’anorexie. Titulaire d'un master 2 « Arts et Culture » obtenu à la Sorbonne, elle a aussi étudié aux États-Unis. Elle est apparentée, par son mari, à la famille Arnoulx de Pirey et est mère de trois enfants,.
En 2011, Mathilde Paris est chargée du mécénat et du développement touristique au domaine national de Chambord.

### Parcours politique
Mathilde Paris lance son engagement politique en devenant adhérente du Mouvement pour la France de Philippe de Villiers. En 2011, elle adhère au Front national. Elle déclare avoir été attirée par la dédiabolisation du parti entreprise par Marine Le Pen et la promesse de tourner la page du passé antisémite.
En 2014, elle est élue pour la première fois au conseil municipal de Blois (Loir-et-Cher).
En 2015, elle est élue conseillère régionale de la région Centre-Val de Loire. Lors des élections législatives de 2017, elle est battue dès le premier tour dans la deuxième circonscription de Loir-et-Cher sous l'étiquette Front national.
Elle est membre du bureau national du RN depuis 2018.
Lors des élections législatives de 2022, elle est candidate dans la troisième circonscription du Loiret sous l'étiquette Rassemblement national. Arrivée en tête au premier tour, elle est élue députée au second tour avec 52,22 % des voix,.
À la suite des élections legislatives de 2024, elle recueille 48,89 % des voix au second tour et n'est pas réélue.

## Prises de position
Elle prend part en 2013 à La Manif pour tous contre la loi sur la reconnaissance du mariage homosexuel.
Mathilde Paris qualifie, en 2014, l'avortement comme un « crime contre l'humanité » semblable à ceux commis au nom de « l'idéologie nazie ». En 2018, pour alerter sur la « banalisation de l’IVG » elle poste la reproduction d'une échographie de son fœtus de deux mois et demi accompagnée des mots : « Je ne suis pas un amas de cellule mais un bébé. Aujourd'hui, on peut mettre fin à ma vie », ajoutant qu'« il est temps de lever l'omerta qui entoure l'avortement ». Une fois députée, elle vote contre l'inscription du droit à l'IVG dans la Constitution française. Elle justifie son vote, en février 2024, en affirmant qu'« il y a une véritable arnaque à vouloir faire passer le vote de ce texte pour un geste historique envers les femmes ». Elle explique que le texte présenté « ne fige dans le marbre aucune condition d’accès à l’IVG ». Elle rappelle également son attachement à loi de Simone Veil, « qui a mis un terme aux avortements clandestins mettant la vie de nombreuses femmes en danger ».
Co-rapporteure d'une mission sur l’acceptabilité des énergies renouvelables en France, elle défend un droit de veto du maire sur les projets d'éoliennes dans leurs communes.
En mai 2023, Mathilde Paris interpelle le ministre de l'Intérieur, Gérald Darmanin, contre la tenue d'un rassemblement évangélique à Nevoy dans le Loiret, où près de 40 000 personnes étaient présentes, soit le double de la capacité du terrain, avec de nombreuses plaintes des habitants,. Grâce à sa mobilisation et celle des élus locaux, le rassemblement « Vie et Lumière » suivant est finalement déplacé en Moselle, sur l’ancienne base aérienne de Grostenquin, fin août 2023.
En novembre 2023, elle estime « à titre personnel » que Jean-Marie Le Pen était antisémite.
Elle se déclare opposée au projet du gouvernement de ponctionner un à trois milliards d’euros par an dans les caisses de l'AGIRC-ARRCO pour combler les déficits des autres régimes de retraite ; elle interroge à ce sujet le ministre du Travail.

## Référence
1. ↑  « Mathilde Paris quitte le conseil municipal de Blois et Agglopolys »
2. 1 2  Tristan Berteloot, « Sur les routes RN (1/3) Dans l’Aube: «Il fallait essayer le Rassemblement national, sinon c’est toujours les mêmes au pouvoir» », sur Libération, 25 juillet 2022 (consulté le 15 août 2022).
3. 1 2 3 4 5  Tristan Berteloot et Nicolas Massol, « Qui est Mathilde Paris, la députée Rassemblement national qui a reconnu que Jean-Marie Le Pen est antisémite ? », sur Libération, 10 novembre 2023 (consulté le 10 novembre 2023).
4. ↑  « La députée du Loiret Mathilde Paris oublie de déclarer son mari comme salarié du groupe RN à l'Assemblée nationale », sur France 3 Centre-Val de Loire, 20 novembre 2023 (consulté le 13 janvier 2024)
5. ↑  Xavier Louvel, « Législatives - Qui est Mathilde Paris, la nouvelle députée RN de la 3e circonscription du Loiret ? », sur France Bleu Orléans, 19 juin 2022 (consulté le 20 juin 2022).
6. 1 2 3 4  Xavier Louvel, « Législatives - Qui est Mathilde Paris, la nouvelle députée RN de la 3e circonscription du Loiret ? », sur France Bleu Orléans, 19 juin 2022 (consulté le 20 juin 2022).
7. ↑  « Les résultats du second tour des élections législatives dans la 3e circonscription du Loiret. », sur Le Monde, juin 2022 (consulté le 20 juin 2022).
8. ↑  « Mathilde Paris (RN) élue députée dans la troisième circonscription du Loiret (Gien-Sologne) : "Défendre notre ruralité" », sur La République du Centre, 19 juin 2022 (consulté le 20 juin 2022).
9. ↑  Centre France, « Législatives - Constance de Pélichy élue (DVD) dans la circonscription Gien-Sologne », sur www.larep.fr, 7 juillet 2024 (consulté le 7 juillet 2024)
10. ↑  Marc de Boni, « Législatives : le FN à nouveau rattrapé par les outrances de ses candidats », Le Figaro, 1er juin 2017 (version du 11 avril 2021 sur Internet Archive).
11. ↑  Thomas Hermans, « Droit à l'avortement dans la Constitution : entre retournement de veste et réaction d'urgence, les députés se mobilisent », sur France 3 Centre-Val de Loire, 27 juin 2022 (consulté le 22 mars 2023).
12. ↑  « Positions de vote - Mathilde Paris - Assemblée nationale », sur www2.assemblee-nationale.fr (consulté le 13 janvier 2024).
13. ↑  Centre France, « Politique - Inscription de l'IVG dans la Constitution : pourquoi la députée RN du Loiret Mathilde Paris a voté contre », sur www.larep.fr, 3 février 2024 (consulté le 6 juillet 2024)
14. ↑  « IVG dans la constitution : comment ont voté les parlementaires du Centre-Val de Loire ? », sur France 3 Centre-Val de Loire, 3 mai 2024 (consulté le 6 juillet 2024)
15. ↑  Grégoire Souchay, « Mission flash sur les énergies renouvelables : consensus minimal, divergences stratégiques », sur lcp.fr, 10 novembre 2022 (consulté le 16 novembre 2023).
16. ↑  « Vols d'électricité, squats et excréments : des habitants du Loiret excédés par un rassemblement géant de gens du voyage », sur Le Figaro, 13 mai 2023 (consulté le 11 novembre 2023).
17. ↑  « Rassemblement évangélique de Nevoy : plus de monde que prévu et beaucoup de tensions - France Bleu », sur ici, par France Bleu et France 3, 9 mai 2023 (consulté le 11 novembre 2023).
18. ↑  Centre France, « Giennois - Le rassemblement estival de Vie et lumière n'aura pas lieu à Nevoy, annonce Elisabeth Borne », sur www.larep.fr, 24 juillet 2023 (consulté le 11 novembre 2023).
19. ↑  « Antisémitisme de Jean-Marie Le Pen : l'incroyable malaise de Mathilde Paris, députée RN du Loiret, sur le plateau de BFMTV », sur France 3 Centre-Val de Loire, 11 août 2023 (consulté le 13 janvier 2024).
20. ↑  « Retraites complémentaires: Olivier Dussopt laisse augurer une ponction, via les lois budgétaires », sur BFM BUSINESS (consulté le 9 novembre 2023).
21. ↑  « Retraites complémentaires : le dossier de l’Agirc-Arrco inquiète le gouvernement », Le Monde.fr,‎ 12 octobre 2023 (lire en ligne, consulté le 9 novembre 2023).